# Strelníky
Strelníky és un poble i municipi d'Eslovàquia que es troba a la regió de Banská Bystrica.

## Història
La primera menció escrita de la vila es remunta al 1433.

## Demografia
| Godina             | 1994 | 2004   | 2014   | 2024   |
| ------------------ | ---- | ------ | ------ | ------ |
| Nombre de persones | 848  | 808    | 782    | 740    |
| Diferència         |      | −4,71% | −3,21% | −5,37% |

| Godina             | 2023 | 2024   |
| ------------------ | ---- | ------ |
| Nombre de persones | 739  | 740    |
| Diferència         |      | +0,13% |